# Nachal Buta
Nachal Buta (hebrejsky נחל בוטה) je vádí v severní části Negevské pouště, v jižním Izraeli, poblíž pásma Gazy.
Začíná v nadmořské výšce necelých 200 metrů jihovýchodně od vesnice Ruchama. Směřuje pak k západu mírně zvlněnou krajinou, která je zemědělsky využívána. Ústí zprava do toku Nachal Dorot.